# Elektrolastkraftwagen

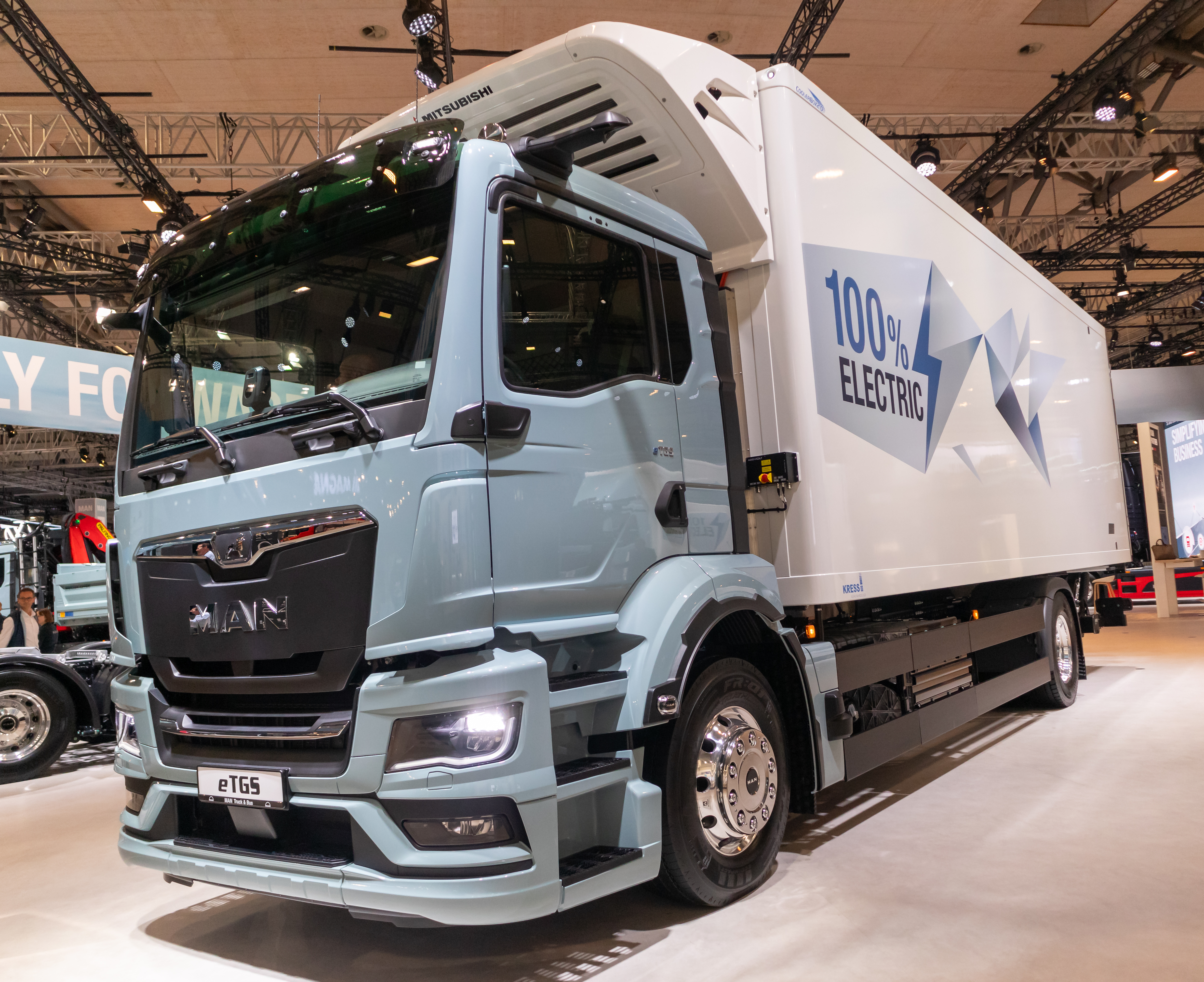
Elektrolastkraftwagen Man eTGS (2024)

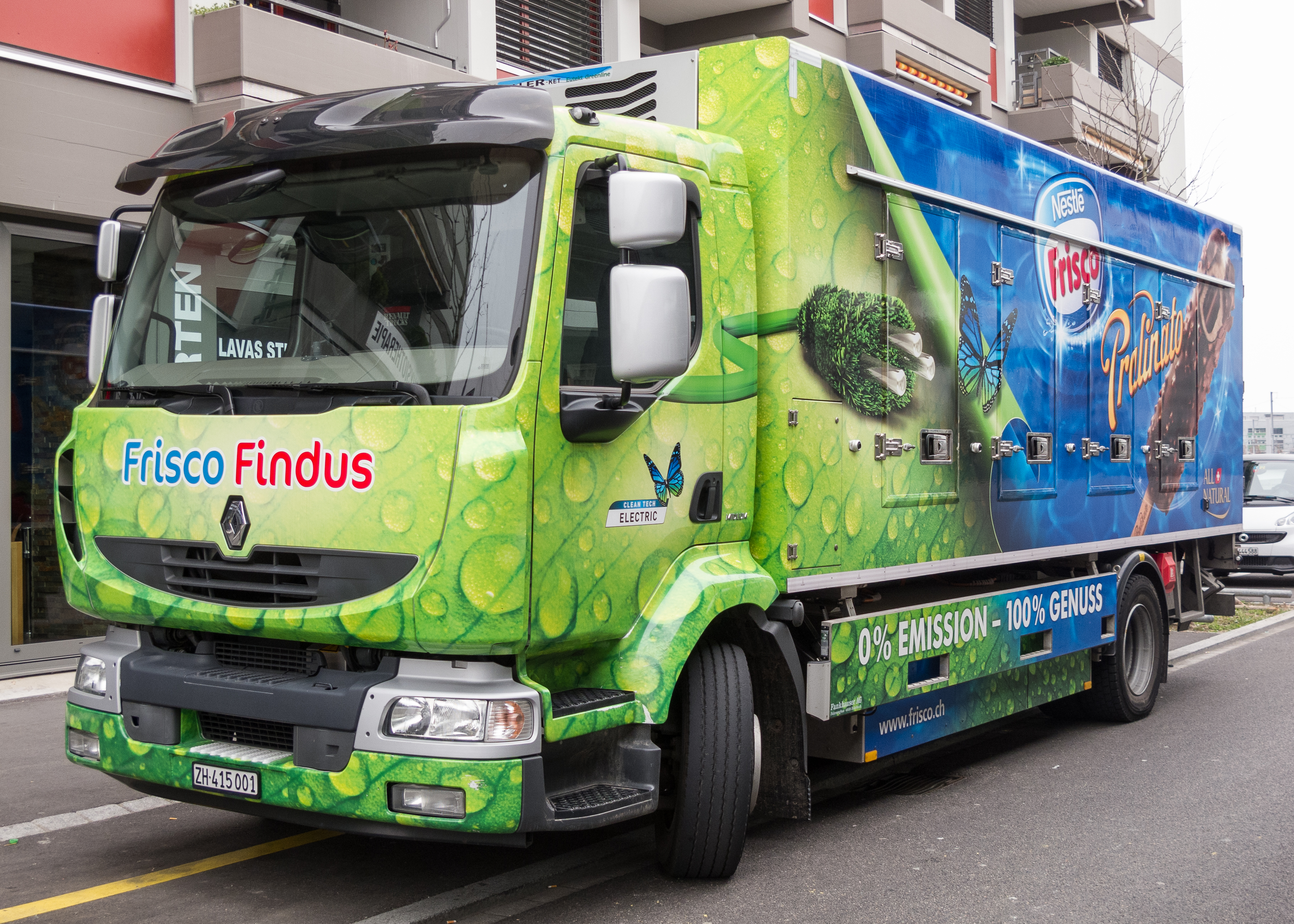
Renault Midlum Electric in Zürich (2015)

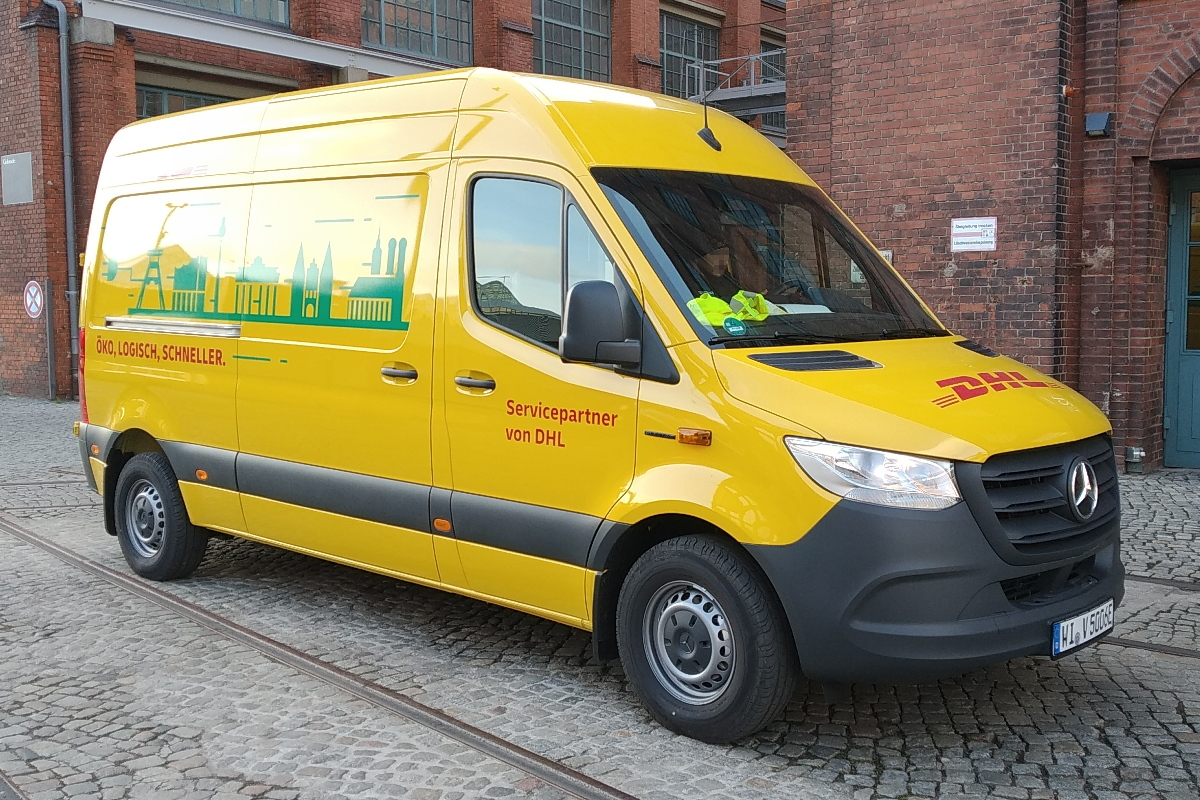
eSprinter (2020)

Ein Elektrolastkraftwagen, auch Elektrolastwagen oder Elektro-Lkw genannt, ist ein elektrisch angetriebener Lastkraftwagen, der seine Energie aus einer Batterie oder einer Brennstoffzelle (siehe Brennstoffzellenfahrzeug) bezieht. Darüber hinaus existieren Oberleitungslastkraftwagen, welche über eine Fahrleitung mit Strom versorgt werden.
Im Gegensatz zu Nutzfahrzeugen mit herkömmlichen Verbrennungsmotoren fahren Elektrolastkraftwagen überwiegend geräuscharm und sind selbst weniger Verursacher von gesundheitsgefährdenden Schadstoffen, insbesondere nicht von Stickoxiden sowie von klimaschädlichen Abgasen. Bei einer Gesamtbetrachtung sind gleichwohl Emissionen zu berücksichtigen, die an anderer Stelle bei der Stromerzeugung sowie durch Reifenabrieb und Feinstaub (z. B. beim Bremsen ohne Rekuperation) entstehen.
Elektrolastkraftwagen sind eine Form der Elektromobilität.

## Geschichte

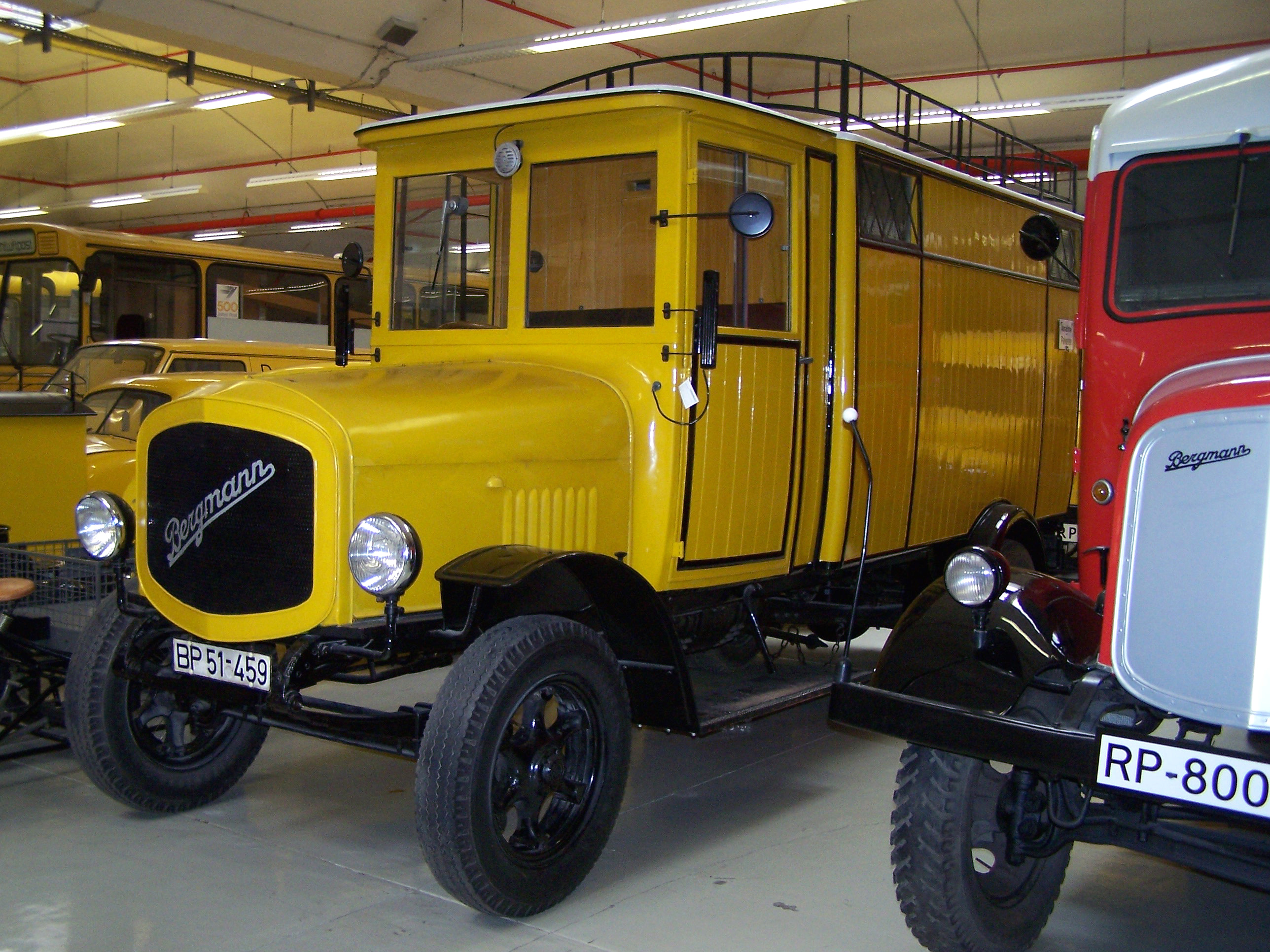
Elektrischer Paketzustellwagen von 1920, Hersteller Bergmann

Zu den ersten Produzenten von Nutzfahrzeugen mit Elektroantrieben in Deutschland gehörten insgesamt 40 Unternehmen, darunter A.A.A., ABAM, Bergmann, Flader, Hagen, BEF, Henschel, DMG, Hercules, Maschinenfabrik Esslingen, NAMAG, Scheele und Schiemann. Bis 1914 – inklusive Oberleitungsbussen und Oberleitungslastkraftwagen – wurden insgesamt 554 elektrisch betriebene Fahrzeuge hergestellt. Diese Nutzfahrzeuge wurden vor allem für Gemeinden produziert, zum Beispiel für die Feuerwehr oder die Müllabfuhr. Auch Biertransporter waren darunter.
Schon 1905 stellte auch Siemens & Halske Lastkraftwagen mit gemischtem benzin-elektrischem Antrieb her. Jedoch wurde der Lastkraftwagenbau nach Übernahme der Protos-Werke 1908 eingestellt. In Köln baute Ernst Heinrich Geist seinerzeit dynamoelektrische Nutzfahrzeuge mit der Bezeichnung: „Dyna-Geist“. Einige Lastkraftwagen erhielten einen 21 kW starken Argus-Vierzylindermotor mit Generator, der Strom für den Elektromotor erzeugte. Büssing baute 1908 für das Heer einen elektrischen Lastzug mit fünf Anhängern, die von 13 kW starken Radnabenmotoren angetrieben wurden. Die Zugmaschine hatte zwei 45 kW starke Verbrennungsmotoren, die gleichzeitig den Siemens-Generator antrieben. Austro-Daimler in Österreich stellte im Jahr 1911 den Porsche-B-Zug vor, der mittels eines 112-kW-Ottomotors und eines 93-kW-Generators und Radnabenmotoren den otto-elektrischen Antrieb erzeugte. Die Radnabenmotoren waren in den Hinterrädern der Zugmaschine und in den allradgelenkten fünf Anhängern untergebracht, die je bis zu fünf Tonnen tragen konnten.
Die meisten dieser Fahrzeuge hatten keine Traktionsbatterien und waren demnach keine Hybridfahrzeuge, aber sie kamen ohne die damals teuer zu fertigenden und schwer bedienbaren Zahnradschaltgetriebe aus.
Im Jahr 1906 baute der Hersteller Nürnberg (vormals Braun, ab 1918 Faun) elektrisch angetriebene Nutzfahrzeuge mit Radnabenmotoren für kommunale Betriebe. Sie wurden von 20 Nutzfahrzeugherstellern bis 1920 weiterentwickelt oder produziert. Die bei der Deutschen Post noch bis in die 1960er Jahre in Berlin eingesetzten Paketzustellwagen hießen bei den Berlinern Suppentriesel.
Im Zeitraum zwischen 1960 und dem Ende des 20. Jahrhunderts ruhten Entwicklung und Einsatz von elektrischen Nutzfahrzeugen weitgehend, weil die Benzin- und Dieselkraftwagen zunehmend leistungsstärker und die Kraftstoffe preiswert waren.

### Österreich
Bei der Post wurden 1901 erstmals Tests mit einem Elektrofahrzeug mit 150 kg Nutzlast zum Einsammeln von Briefen (von Postkästen) in Wien gemacht. 1913 beschaffte die Post erstmals eine Serie von Elektro-Lkw, die Austro-Daimler-Postpaket-Automobile. Radnabenmotoren in den Vorderrädern wurden mit 90 Volt Spannung aus 22 Bleiakkuzellen gespeist. Bis 1955 wurde eine größere Anzahl an etwa 2 m breiten Lkws von ÖAF der Typen 2 und 5 ENO (Elektro-Niederflur-Omnibus, mit 2 bzw. 5 t Nutzlast) beschafft und bis in die 1980er in Wien, Graz, Klagenfurt, Linz und Salzburg für Pakettransport betrieben. Ein ÖAF 2 ENO steht in einem Museum in Kärnten. Die Batterie wog 2 t, die zwei Fahrstufen lieferten 25 oder 50 PS (18 oder 37 kW) Leistung. Erst um 2010 wurde wieder testweise in PKW-basierten kleinen Kastenwagen Elektroantrieb eingeführt.
Am 11. Juni 2021 befuhr erstmals ein 12 m langer, 14-t-Autobus mit 350 kW (475 PS) Elektroantrieb von SILENTH.eu, Hallein die Großglockner-Hochalpenstraße.
Am 3. Juli 2022 befuhr ein 5-Achs-Sattelzug mit einer Zugmaschine CF Electric von DAF als Test ebenfalls die Großglockner-Hochalpenstraße.

## Hersteller und Modelle

### Emoss

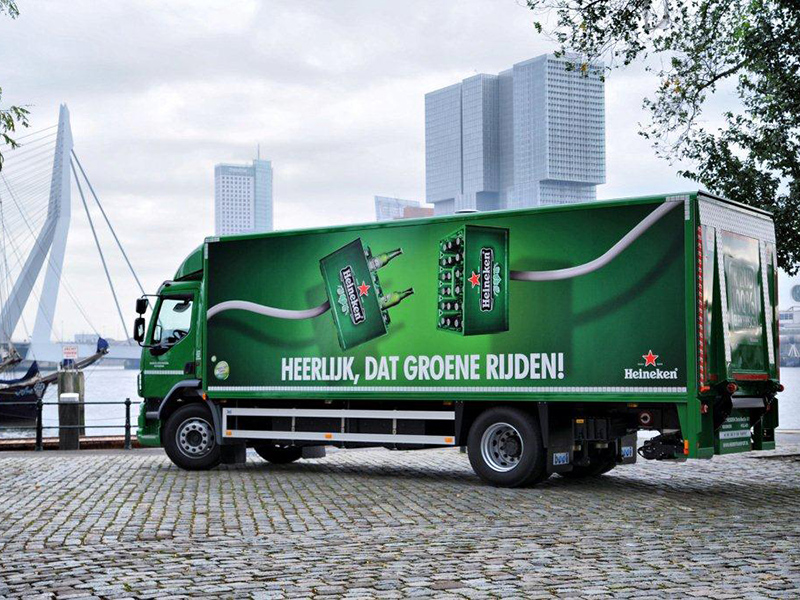
Emoss 18-Tonnen-Elektrokraftlastwagen (19 Tonnen GGW)

Das niederländische Unternehmen Emoss fertigt seit 2012 Elektrolastkraftwagen und Busse. Die selbstentwickelten Elektroantriebe werden in Lastwagenmodelle von DAF und Iveco montiert.
Der erste Auftrag erfolgte durch die acht holländischen Unternehmen 2-Switch, 020stadsdistributie, DeRooy, Deudekom, Heineken, Mondial Movers, Sligro und TopMovers, die je einen 100 % elektrischen Lastwagen mit dem Namen Hytruck in Betrieb nahmen. Alle LKW sind kundenspezifische Lösungen mit unterschiedlichen Nutzlasten (bis 10 Tonnen), Batterienpaketen und Reichweiten (150–200 km). Darunter war ein 19-Tonnen-Elektrolastkraftwagen von Heineken mit 9 Tonnen Nutzlast und 200 km Reichweite. Mit dessen Einsatz können jährlich rund 22 Tonnen CO2 eingespart werden und der Ausstoß von Schwefeloxiden SOx und Stickoxiden NOx wird unterbunden. Seit Herbst 2014 fungiert das Schweizer Unternehmen ceekon AG als Generalvertreter von Emoss in der Schweiz, Österreich und Lichtenstein.
Im August 2013 integrierte der Deutsche Discounter TEDi einen 12-Tonnen-Elektrolastkraftwagen von Emoss in seine Fahrzeugflotte zur Belieferung mehrerer Filialen in Nordrhein-Westfalen. Die Reichweite beträgt etwa 200 km, aber dank Zwischenladungen ist ein tägliches Einsatzprofil von 300 bis 400 km möglich.
Eine Weltpremiere feierte Emoss am 22. Mai 2015 mit der Einführung eines 19-Tonnen-Elektrolastkraftwagens (Basis MAN TGM) mit Kühlaufbau und 10-Tonnen-Anhänger. Das Fahrzeug wird von Lidl zur Güterverteilung im Amsterdamer Stadtzentrum eingesetzt. So können bis zu 90 kg CO2 pro 100 km eingespart werden. Den 250 kW Elektromotor speisen LiFePO4-Akkus mit einer Kapazität von 200 kWh, die in weniger als 5 Stunden geladen sind.
Am 29. Juni 2015 nahm das Unternehmen Niinivirta einen 16-Tonnen-Elektrolastkraftwagen der Firma Emoss in Betrieb. Dieser wird zur Güterverteilung in Tampere (Finnland) eingesetzt. Der Emoss CM1616 (Basis DAF LF55) verfügt über einen 250-kW-Motor mit einem sofortigen Drehmoment von 2700 Nm und 7 Tonnen Nutzlast. Die LiFePO4-Akkus haben eine Gesamtkapazität von 160 kWh und werden mit einer speziellen Isolationsvorrichtung vor den in Skandinavien auftretenden extremen Minustemperaturen geschützt. Dank Schnellcharger dauert eine volle Ladung nur 3,5 Stunden.

### E-Force

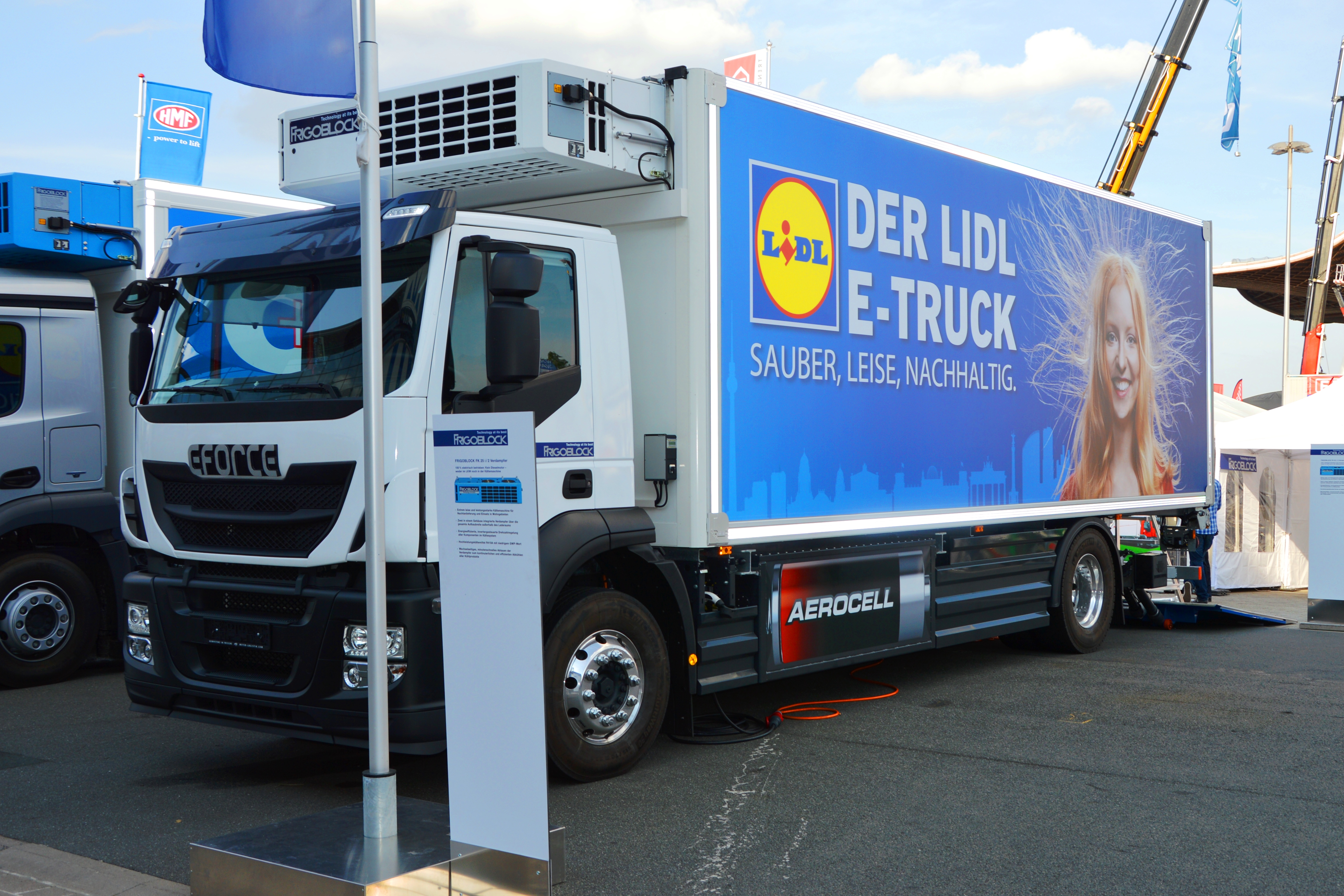
Verteiler LKW e-Force One

Das Schweizer Unternehmen E-Force hat einen schweren Elektrolastkraftwagen für eine Nutzlast von 18 Tonnen entwickelt. Dieser hat eine Leistung von 300 kW. Die Solaranlage auf dem Dach zusammen mit der Rekuperation erbringt 23 Prozent des gesamten Energiebedarfs des Fahrzeugs. Die Reichweite beträgt pro Tag 240 km. Der Energieverbrauch liegt bei 130 kWh pro 100 km bzw. nach Abzug der Energie aus der Solaranlage und der Rekuperation noch 100 kWh pro 100 km. Ein vergleichbarer Diesel-Lkw verbraucht etwa die dreifache Menge Energie.
Seit Januar 2014 betreibt das Detailhandelsunternehmen Coop in der Region Zürich Fahrzeuge dieses Typs. Der Branchenverband Eurosolar hat den europäischen Solarpreis 2014 in der Kategorie Transport und Mobilität an Coop für den Einsatz dieses Elektrolastkraftwagens verliehen. Der Lkw ist etwa doppelt so teuer wie eine Dieselvariante; er basiert auf einem Fahrgestell des Iveco Stralis. Der in Geld umgerechnete Verbrauch beträgt 10 Franken pro 100 Kilometer; bei einem Diesel-Lkw sind es 50 Franken (Stand: 2014). Nach Aussage von Coop sei das Fahrzeug einem vergleichbaren Diesel-Lkw betreffend der Emissionen überlegen und in der Wirtschaftlichkeit ebenbürtig. Er besitzt zwei LiFePO4-Akkus mit einer Kapazität von je 120 kWh und einem Gewicht von je 1300 kg. Die Akkus können innerhalb von 10 Minuten getauscht werden.
Der Elektrolastkraftwagen E-Force One gewann 2014 den deutschen Bundespreis Ecodesign.
E-Force One Elektro-LKW kommen seit Mitte 2014 auch bei Lidl Schweiz (bis 2020), bei der Feldschlösschen Getränke AG und seit Juni 2015 bei der Firma Pistor Schweiz zum Einsatz. In Deutschland setzten 2014 bereits vier Unternehmen solche Elektro-LKW ein wie zum Beispiel das Speditionsunternehmen Meyer Logistik Berlin: Der LKW verbrauche durchschnittlich 88 kWh pro 100 Kilometer beim Einsatz auf Stadt-, Überland- und Autobahntouren. Meyer Logistik erreichte Energieeinsparungen um die zwei Drittel im Vergleich zu einem Diesel-Typ. Der Wartungsaufwand und die Standzeiten seien nicht höher als bei einem vergleichbaren Diesel-Lkw. Das Unternehmen möchte weitere Fahrzeuge dieser Elektro-Variante einsetzen.
2018 nahm Pistor den weltweit ersten 40-Tonnen-Elektro-Lastkraftwagen in Betrieb. Für 2019 war bereits die Produktion von Elektrolastkraftwagen mit 44 Tonnen Nutzlast geplant.

### Designwerk

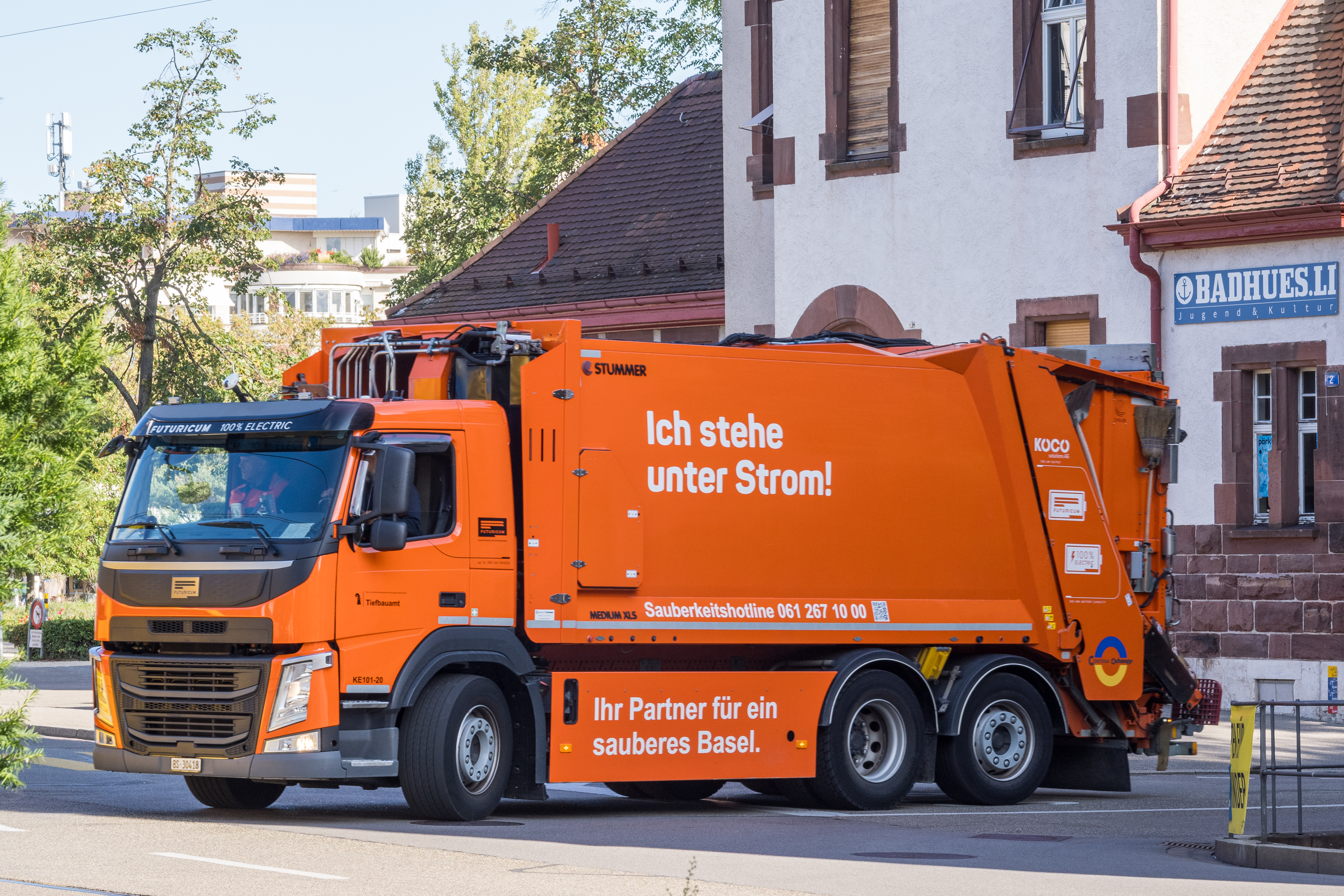
Futuricum, vollelektrisches Müllfahrzeug in Basel

Das Schweizer Unternehmen Designwerk (ehemals Futuricum) baut Nutzfahrzeuge für Spezialanwendungen, z. B. Müllsammelfahrzeuge, zu Elektrofahrzeugen um. Die Fahrzeuge, darunter die Sattelzugmaschine namens Semi 40E, können Nutzlasten von bis zu 40 Tonnen abdecken. Als Basis für die Umrüstung verwendet der Hersteller Chassis von Volvo Trucks. Nach der Elektrifizierung verfügen die in der Verteillogistik erprobten Fahrzeuge über 447 kW in gedrosselter Variante. Die Maximalleistung reicht bis zu 754 kW.

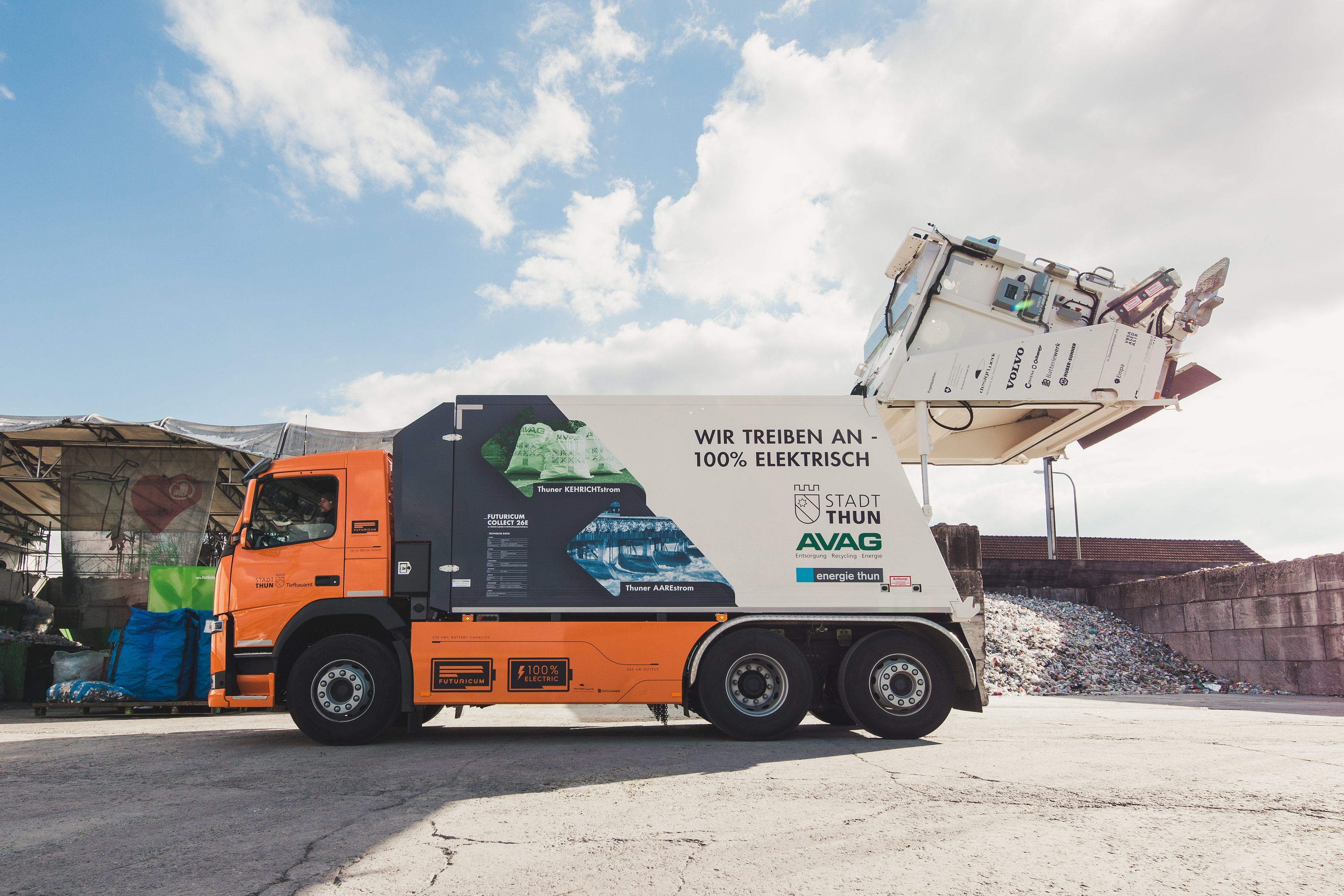
Ein Futuricum Collect 26E der Designwerk Products AG auf einem Recyclinghof

Als Stromspeicher kommen im Regelfall zwei Batteriepakete mit einer Kapazität von jeweils 170 kWh bestehend aus Modulen von BMW i zum Einsatz. Die Fahrzeuge haben im Falle der Recyclinglogistik eine Reichweite von bis zu 380 km bei einer Leerfahrt oder 178 km im Stop-and-go-Betrieb. Fahrzeuge des Typs Collect 26E kommen mitunter in der Stadt Basel zum Einsatz, welche nach einer öffentlichen Ausschreibung zwölf elektrische Müllfahrzeuge bestellt hat.
Im Bereich der Baulogistik lieferte der Hersteller im Herbst 2020 die ersten Elektro-Beton-Fahrmischer aus. Diese wurden in Kooperation mit der Liebherr Gruppe entwickelt. Die ersten 5-Achs-Betonfahrmischer kommen bei der Baustoff-Unternehmung Kibag sowie der Holcim zum Einsatz.
Im Oktober 2021 nahmen die Logistikunternehmen Galliker und Friderici je einen Futuricum-40-Tonnen-E-LKW in Betrieb. Da das Gesamtgewicht dieses Elektrolastkraftwagens 42 Tonnen beträgt und eine Zusatzlänge von einem Meter aufweist, war für einen wirtschaftlichen Betrieb eine Ausnahmeverfügung des Bundesamts für Strassen erforderlich. Der E-LKW besitzt eine Leistung von rund 700 PS und eine Reichweite von 500 Kilometer. Die Batterie speichert 900 kWh und die Ladedauer beträgt an den derzeit verfügbaren Ladestationen 2,5 Stunden oder mehr, daher lädt Galliker das Fahrzeug insbesondere auf dem eigenen Betriebsgelände.

### Terberg

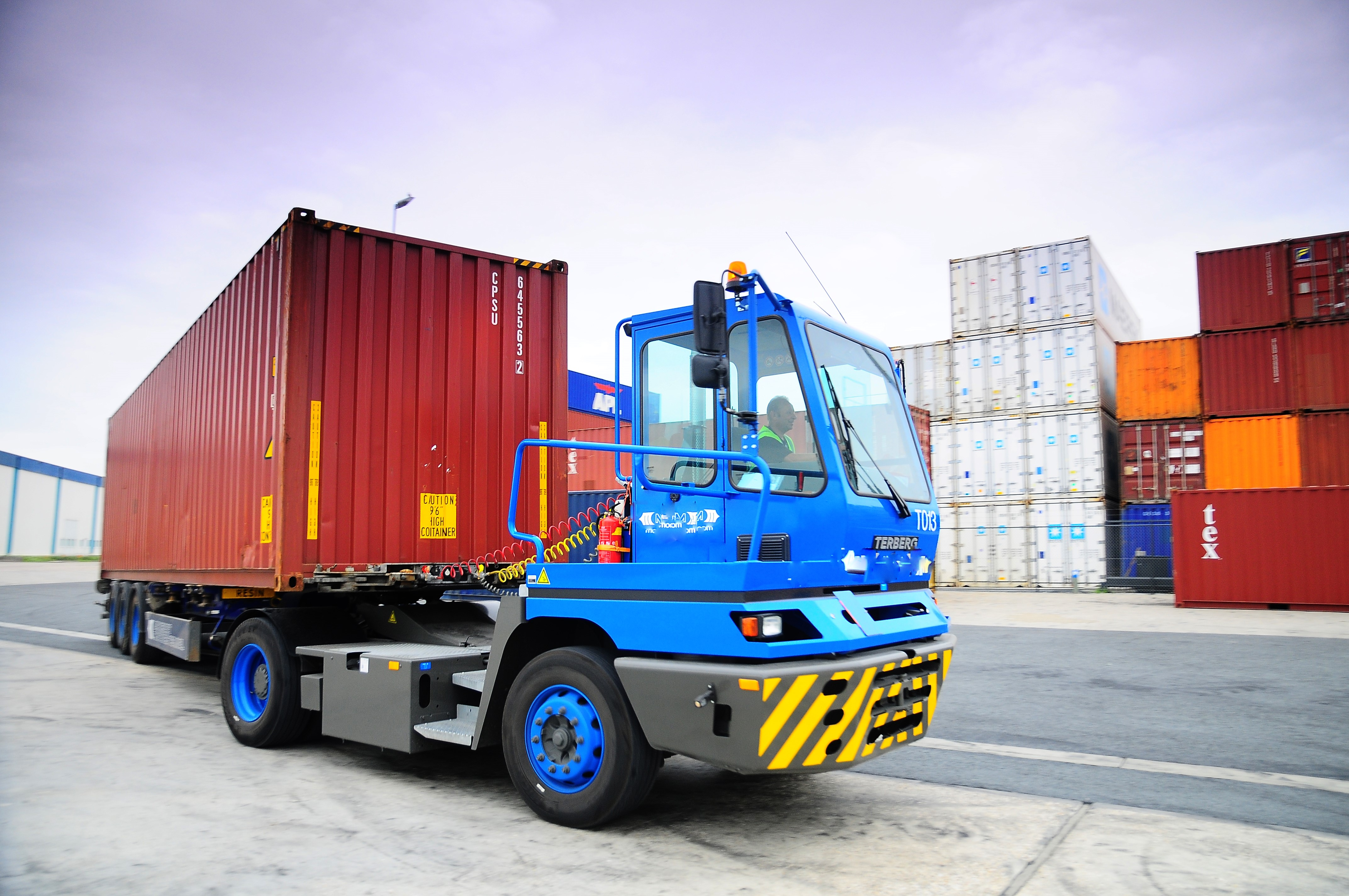
Terberg YT-Zugmaschine

Der niederländische Hersteller Terberg stellte 2014 eine elektrisch angetriebene Sattelzugmaschine mit einer Traglast von 36 t vor. Ein Fahrzeug dieses Typs mit der Bezeichnung YT202-EV, das eigentlich für den innerbetrieblichen Einsatz in Containerterminals konzipiert ist, dient seit 2015 bei BMW in München als Transportfahrzeug im öffentlichen Straßenverkehr zwischen Logistikzentrum und Fertigungsstätte.

### BYD

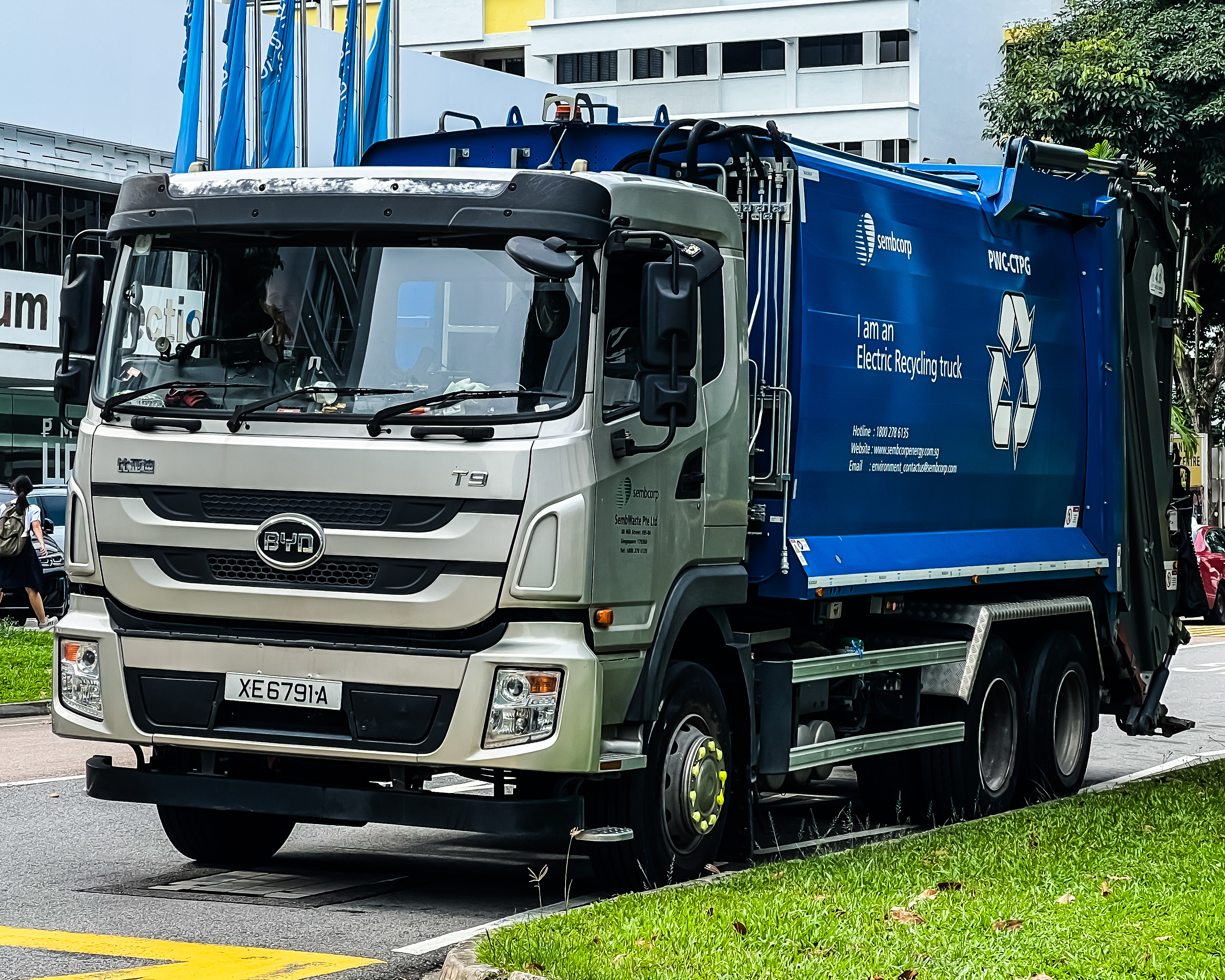
BYD T9

Der chinesische Fahrzeughersteller BYD Auto, Marktführer bei Batteriebussen, stellte 2014 zwei serienreife Elektrolastkraftwagen, den BYD T5 (7,5 t zulässiges Gesamtgewicht) und den T7 (10,7 t zulässiges Gesamtgewicht) vor. 2015 folgte die Markteinführung der schweren, dreiachsigen Sattelzugmaschine BYD T9. BYD Elektrolastkraftwagen werden seit September 2016 in größerer Stückzahl auch als Großkehrmaschinen zur Reinigung der Straßen der chinesischen Hauptstadt Beijing eingesetzt. Da sich Kehrmaschinen wegen der geringen Geschwindigkeiten, der in der Regel kurzen Entfernungen und der täglichen Rückkehr zur Depotladestation trotz des hohen Gewichts ideal als Elektrofahrzeug eignen, plant die Beijing Environmental Sanitation Engineering bis Ende 2017 die gesamte Fahrzeugflotte auf Elektrolastkraftwagen umzustellen. Alle BYD Lastkraftwagen werden derzeit (2016) nur in Asien und den USA vermarktet.

### Daimler Truck

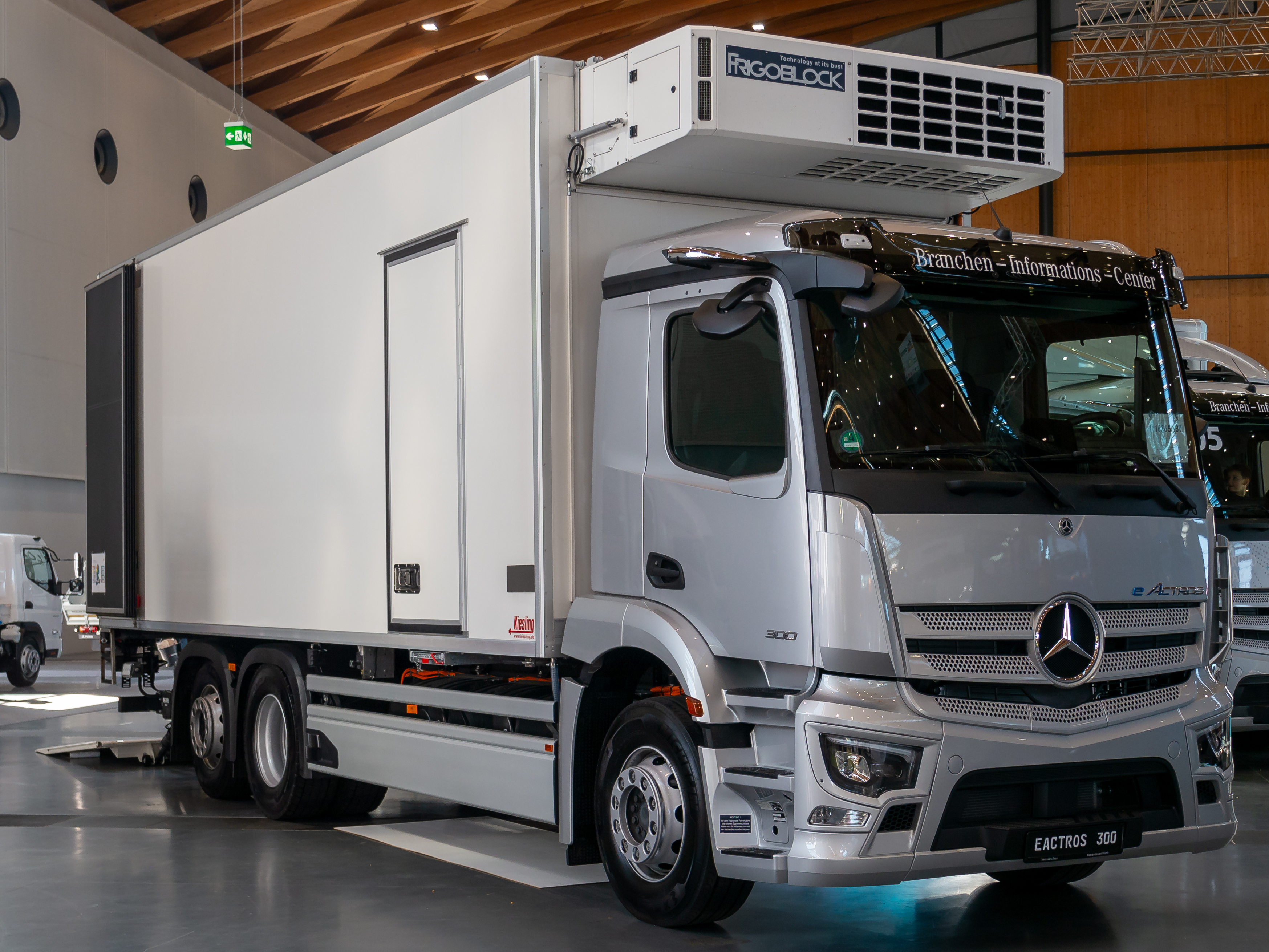
eActros 300 als dreiachsiges (6×2) Fahrgestell mit Kühlkoffer

Daimler Truck stellte 2016 ihren ersten Entwurf eines für den innerstädtischen Verteiler-Verkehr konzipierten schweren Elektrolastkraftwagens, den Mercedes-Benz Urban eTruck vor. Das dreiachsige Fahrzeug ist für ein Gesamtgewicht von 26 t ausgelegt. Entsprechend der üblichen Tagestour eines Verteiler-LKW war damals eine Reichweite von rund 200 km vorgesehen. Ab 2017 wurden die ersten Fahrzeuge in einer Kleinserie zur Erprobung gebaut.
Am 30. Juni 2021 wurde dann der eActros als schwerer Lkw für den Verteilerverkehr vorgestellt. Er hat eine Reichweite von bis zu 420 km. Zusätzlich ist bereits seit 2017 ist der Fuso eCanter mit einer Nutzlast von 4,5 Tonnen erhältlich. Am 7. Oktober 2021 ging der eActros im Werk in Wörth am Rhein in Serienproduktion. Im September 2022 stellte Daimler zur Nutzfahrzeugmesse IAA Transportation den für Fernverkehr entwickelten eActros Long Haul vor. Er verfügt durch drei Lithium-Eisenphosphat-Akkumulatoren mit einer Gesamtkapazität von mehr als 600 Kilowattstunden über eine Reichweite von rund 500 Kilometern, soll 2024 serienreif sein und wird dann ebenfalls in Wörth am Rhein produziert werden.
Seit 2022 wird darüber hinaus der eEconic gefertigt, der u. a. als Müllwagen konzipiert ist.
2025 wurde bekannt gegeben, dass Daimler Trucks mit 200 40-Tonnern den bislang größten Auftrag für Elektro-Lkw in seiner Firmengeschichte erhalten hat. Besteller ist Amazon Transport Services.

### Tesla

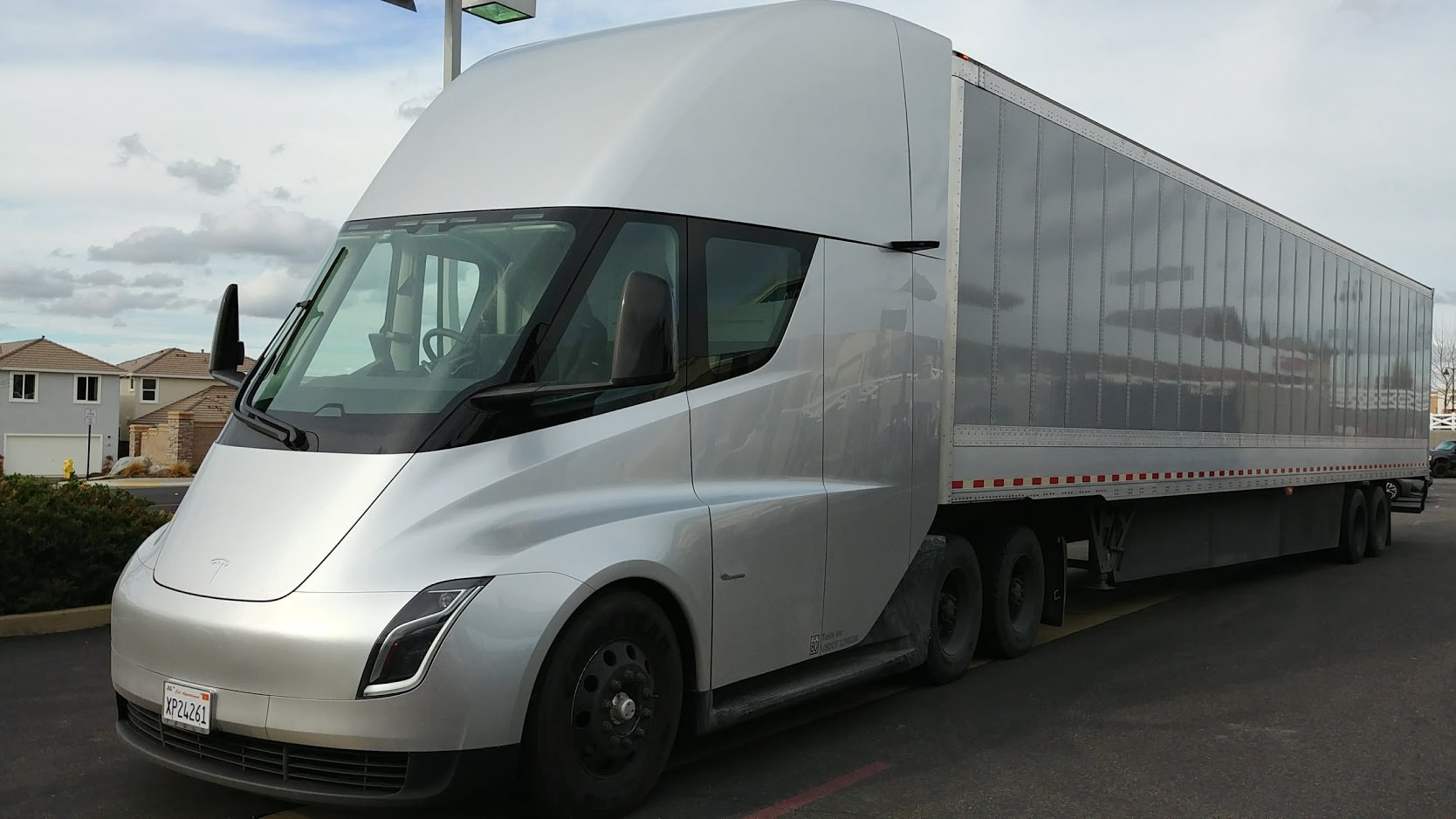
Tesla Semi

Der US-amerikanische Elektrofahrzeughersteller Tesla stellte 2017 seine Sattelzugmaschine Tesla Semi vor. Dieser soll mit Auflieger eine Reichweite von 800 km haben. In etwa 30 Minuten soll man eine Reichweite von etwas mehr als 600 km nachladen können. Die TCO sollen mindestens 20 Prozent unter denen eines vergleichbaren Diesel-LKWs liegen. Die Anschaffungskosten sollen in der Basisversion bei 150.000 (kleiner Akku) bzw. 180.000 (großer Akku) USD liegen. Die ersten Auslieferungen erfolgten im Dezember 2022. Die ersten Besteller sind PepsiCo, Anheuser-Busch und DHL.

### Hyundai

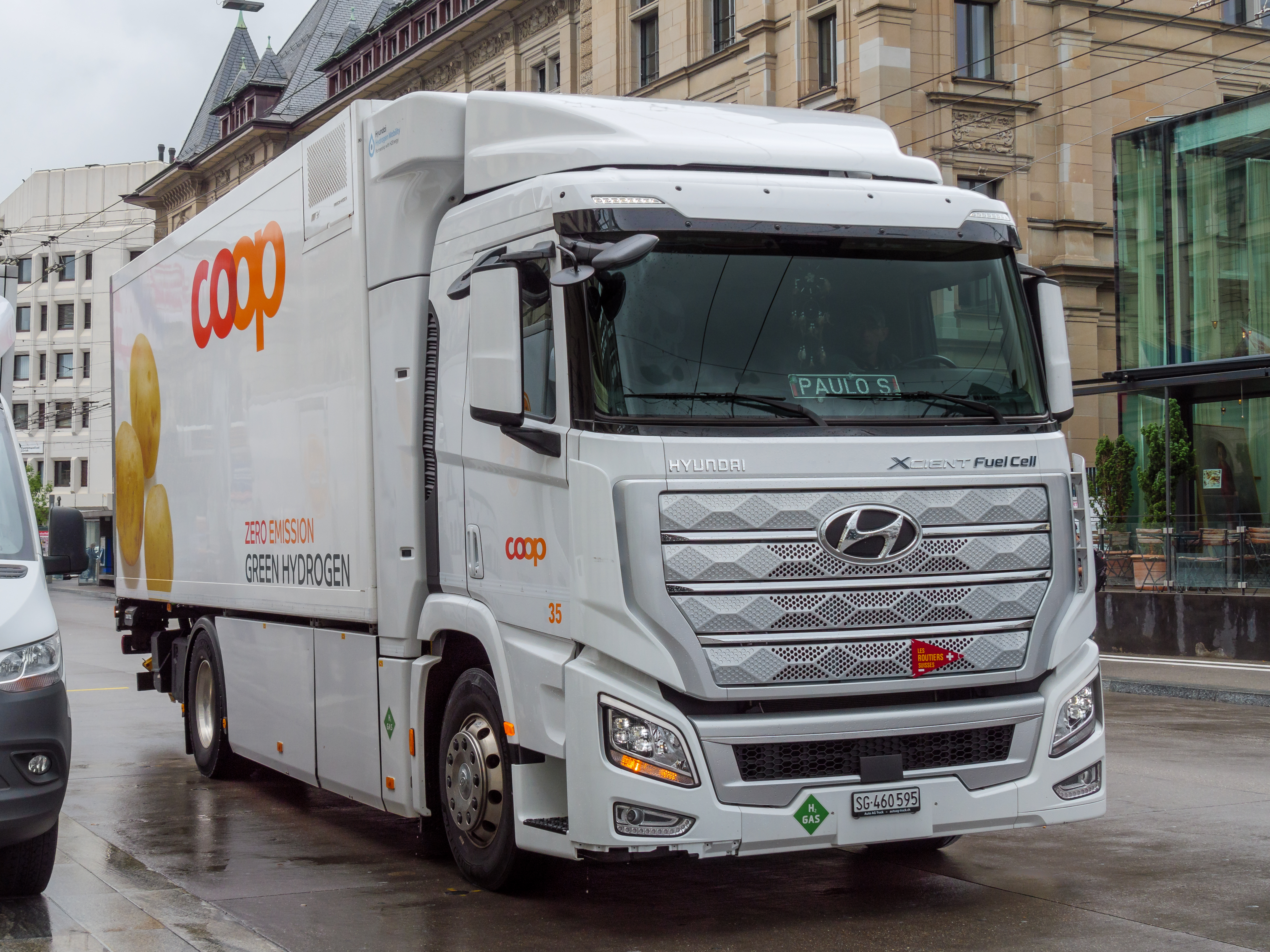
Hyundai Xcient Fuel Cell

Der südkoreanische Fahrzeughersteller Hyundai hat im Oktober 2020 die ersten sieben Exemplare des Brennstoffzellen-Lkw Xcient Fuel Cell in der Schweiz an die Firmen Coop, Migros, Traveco, Galliker Logistics, Camion Transport, F. Murpf AG und G. Leclerc Transport AG ausgeliefert. Die Flotte soll bis 2025 auf 1.600 erhöht und der nötige Wasserstoff mit Strom aus regionaler Wasserkraft erzeugt werden. Darüber hinaus will das Projekt ohne staatliche Fördergelder auskommen. Die Fahrzeuge werden für den Transport von Konsumgütern durch die Schweiz eingesetzt.
Die Initiative zu diesem Projekt ging von Schweizer Unternehmen aus und umfasst auch den Aufbau eines flächendeckenden Netzes von Wasserstofftankstellen in der Schweiz bis 2023. Nachdem von den europäischen Lkw-Herstellern keiner die von den Schweizer Einzelhändlern gewünschten Brennstoffzellen-Lkws herstellen wollte, wandte sich eine Allianz aus 17 Einzelhändlern, Transport- und Tankstellenunternehmern an Hyundai. Der Start in der Schweiz markiert den offiziellen Eintritt von Hyundai in den europäischen Nutzfahrzeugmarkt und wird von Hyundai als Schlüssel zur globalen Expansion von Brennstoffzellen-Lkws gesehen.

### Streetscooter

Streetscooter Work XL

Unter der Marke Streetscooter wird eine Fahrzeugfamilie von vollelektrischen Kleintransportern speziell für den Paketzustelldienst verkauft.
Die Entwicklung startete 2010 in Aachen unter der Leitung von Günther Schuh und einem weiteren Professor der RWTH. 2014 übernahm die Deutsche Post DHL das Unternehmen, 2022 wurde es an eine luxemburgische Holding verkauft und 2024 übernahm Günther Schuh wieder das Unternehmen. Mittlerweile werden neben kleineren Modelle wie der Streetscooter Work auch größere wie der Streetscooter Work XL angeboten.

### Renault Trucks

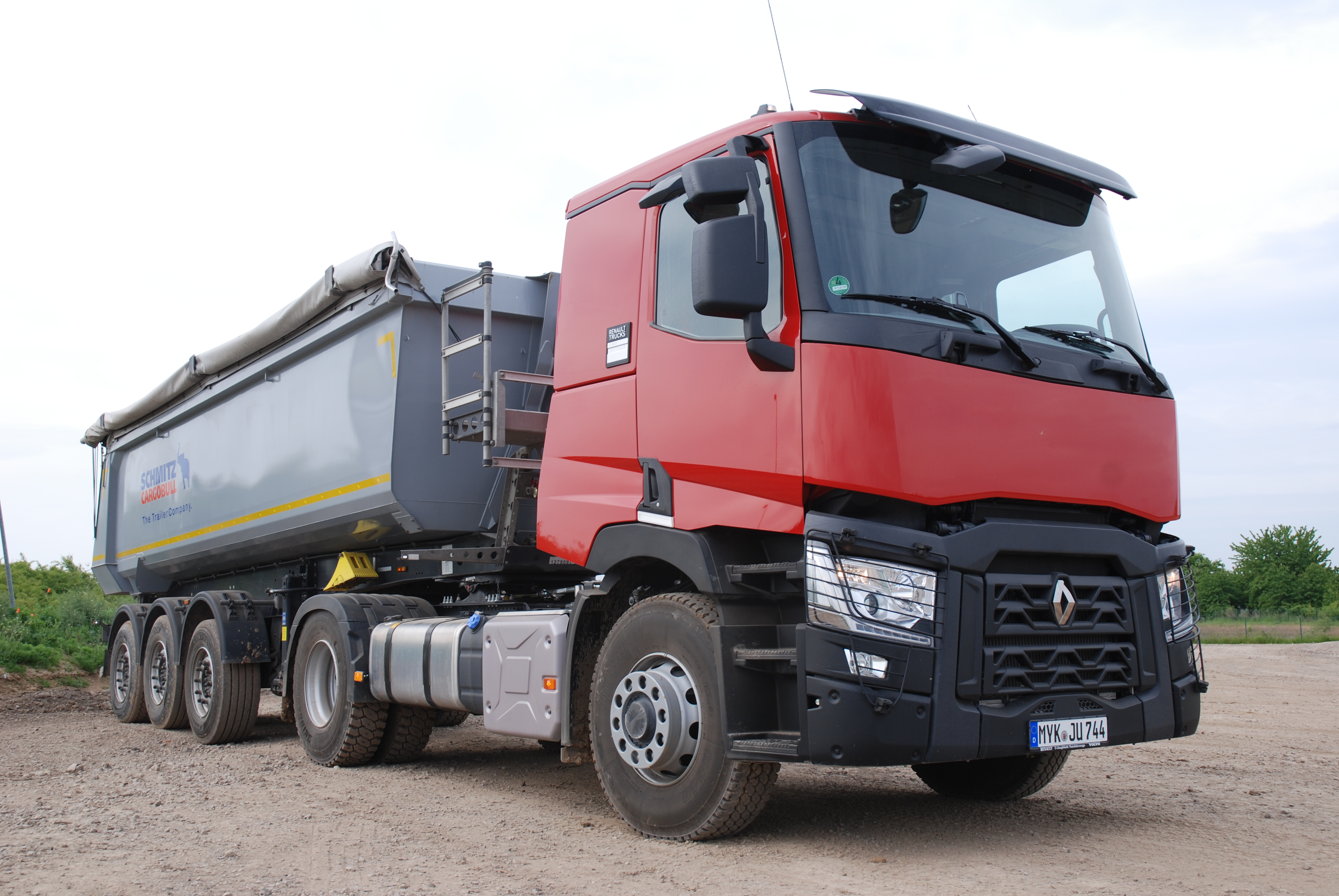
Renault Trucks C

Renault Trucks bietet seit 2020 batterieelektrische Lastkraftwagen bis 26 Tonnen zGG in Serienproduktion an. Sowohl das Modell Renault Trucks E-Tech D (16 t) als auch Renault Trucks E-Tech D Wide (18 oder 26 t) werden im Werk des Herstellers in Blainville (Normandie) gefertigt. Je nach Einsatz haben die E-Lkw eine Reichweite von bis zu 400 km. Sie lassen sich mit verschiedenen Aufbauten ausstatten, z. B. Kühlkoffer, Kipper oder Abfallsammel-Hecklader. Seit 2022 bietet Renault Trucks in Deutschland die Verteiler-Fahrzeugreihe D / D Wide nur noch elektrisch an. Seit November 2023 bietet der Hersteller batterie-elektrische Versionen der Baureihen C für Baustellenverkehr und T für regionalen Verteilerverkehr an.

### Iveco

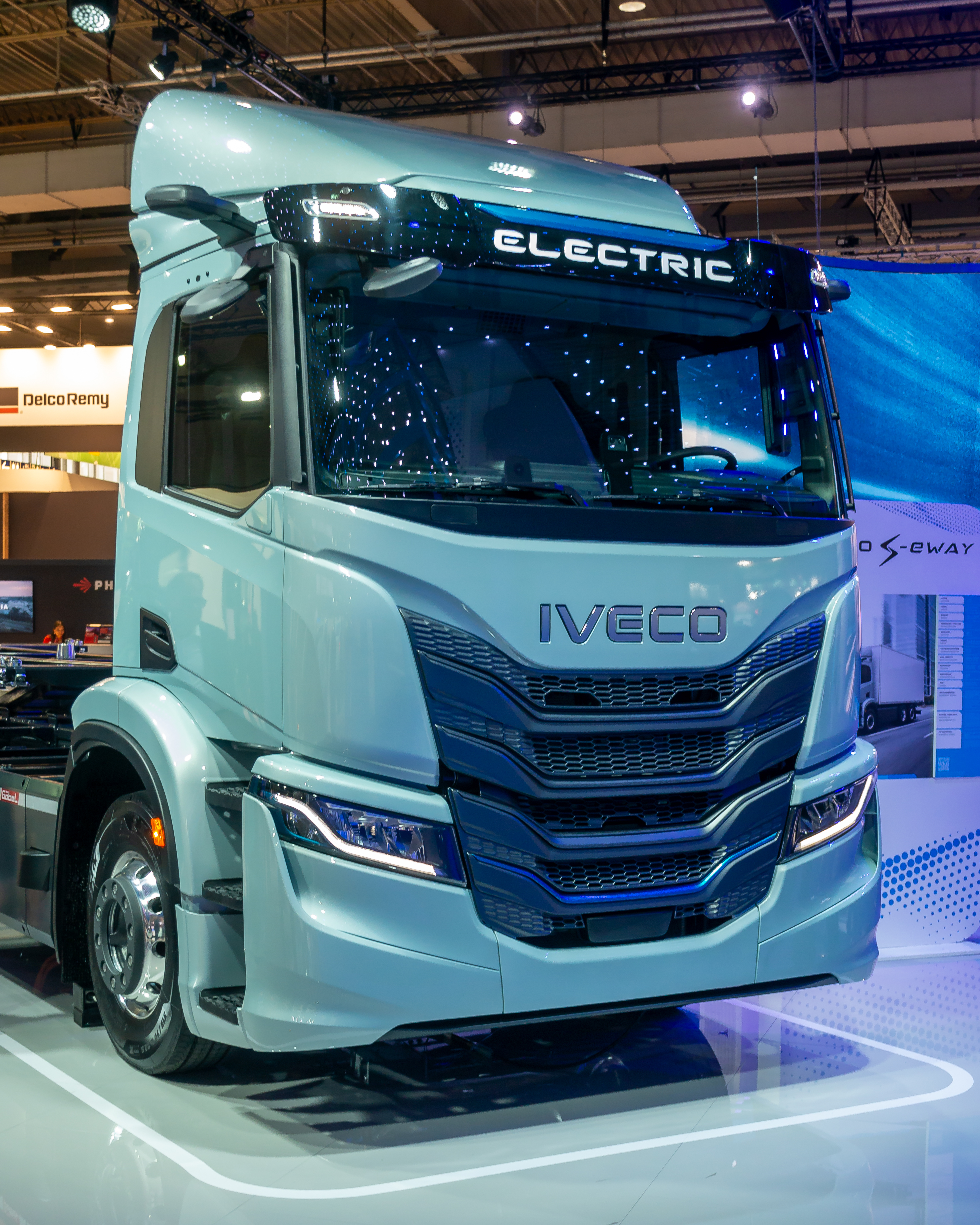
Iveco S-eWay, IAA Transportation 2024

Der italienische Nutzfahrzeughersteller Iveco liefert die batterieelektrische Sattelzugmaschine S-eWay seit Juli 2024 aus. Die Antriebsbatterie hat einen Brutto-Energieinhalt von 738 kWh und soll eine Reichweite von bis zu 500 km ermöglichen.

### Volvo Trucks
Der schwedische Lastwagenhersteller Volvo Trucks, der zur Volvo Group gehört, produziert seit 2022 batterieelektrische Varianten der schweren Lkw-Modellreihen FH, FM und FMX. Die Antriebsbatterie hat einen Energieinhalt von bis zu 540 kWh und soll eine Reichweite von bis zu 345 km ermöglichen. Für 2025 wurde eine Variante mit 600 km Reichweite angekündigt.
Seit 2018 wird der Volvo FL Electric produziert. Seit 2019 wird der Volvo FE Electric produziert.

### DAF
Der niederländische Lastwagenhersteller DAF hat im August 2024 die ersten Testfahrzeuge der batterieelektrischen Lkw-Modelle XD Electric und XF Electric ausgeliefert.

### MAN Truck & Bus
Der Münchner Hersteller MAN Truck & Bus hat mehrere Elektrolastkraftwagen im Angebot wie eTGX, eTGL und eTGS. Die Akkus haben bis zu 500 kWh Kapazität. Das Laden der Akkus kann über das Megawatt Charging System mit bis zu 750 kW stattfinden. MAN wirbt mit einer Tagesreichweite von bis zu 800 km. Die Betriebskosten seien günstiger als bei vergleichbaren Diesellastkraftwagen. Die Total-Cost-of-Ownership-Parität könne bereits nach vier Jahren erreicht sein. Der MAN eTGL für den städtischen Verteilerverkehr hat eine Reichweite von bis zu 235 Kilometer bei einer Batteriekapazität von 160 kWh.

### Scania
Der schwedische Hersteller Scania hat Elektrolastkraftwagen insbesondere für den Regionalverkehr und den innerstädtischen Verkehr im Angebot.

### TYNe

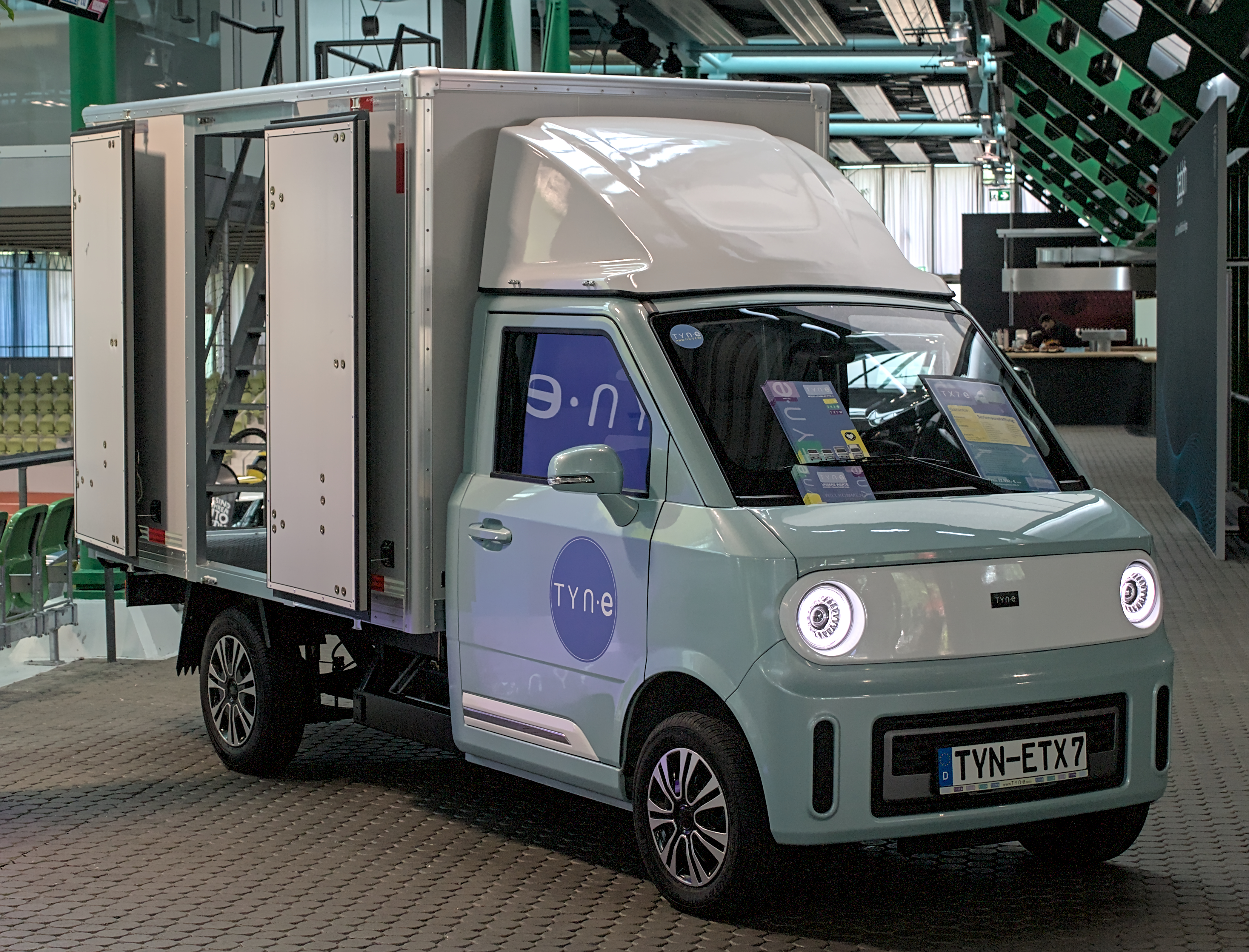
TYNe TX7-e

Der Waiblinger Hersteller TYNe aus dem Raum Stuttgart hat kleine und kompakte Elektrolastkraftwagen im Angebot wie TX1-e, TX2-e und TX7-e. Die Preise liegen ab 20.000 Euro. Die Höchstgeschwindigkeit liegt bei etwa 80 km/h und die Reichweite bei etwa 100 km. Das Angebot richtet sich an Handwerker, Betriebe im Garten- und Landschaftsbau sowie andere Dienstleister mit einem Fahrbedarf von 50 bis 80 Kilometern am Tag.

### Freightliner
Der US-amerikanische Hersteller Freightliner, eine Marke der Daimler Truck AG, hat Elektrolastkraftwagen für den Fernverkehr im Angebot. Die Reichweite liegt bei etwa 400 km und die Ladezeit von 0 auf 80 Prozent beträgt etwa 90 Minuten.

### Fuso eCanter

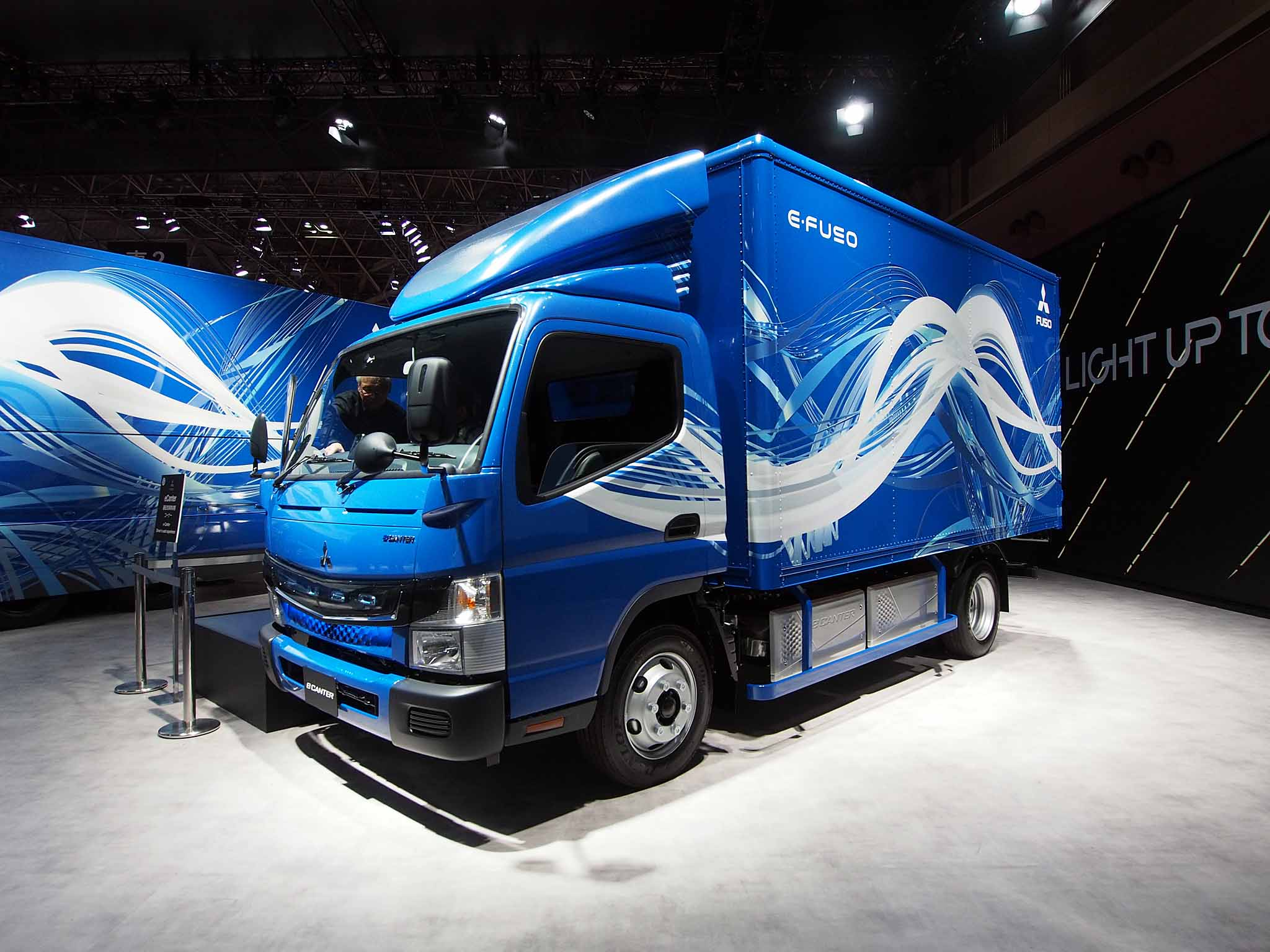
Fuso eCanter

Der Fuso eCanter ist ein Elektrolastkraftwagen in der Klasse leichter Nutzfahrzeuge der Mitsubishi Fuso Truck and Bus Corporation, an welcher der Nutzfahrzeug-Hersteller Daimler Truck einen Anteil von 89,29 Prozent hält.

### Volta Trucks

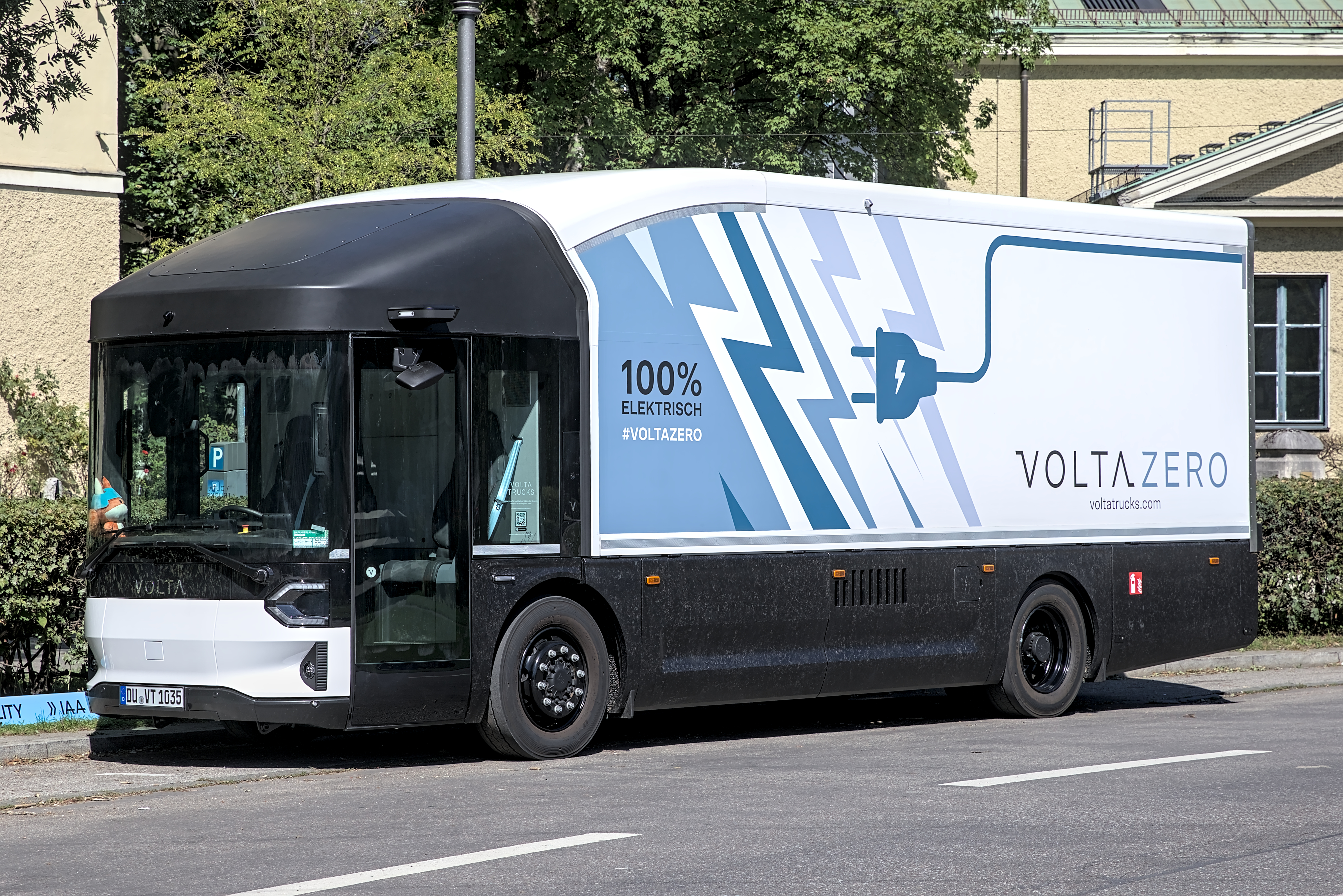
Volta Zero, IAA (2023)

Volta Trucks ist ein schwedisches Unternehmen, welches Elektrolastkraftwagen herstellt. Volta Trucks wurde 2019 gegründet. Das erste Modell war Volta Zero und wurde im Jahr 2020 vorgestellt. Laut Hersteller war es das erste vollelektrische 16-Tonnen-Nutzfahrzeug der Welt. Es war für den innerstädtischen Verkehr entwickelt worden. Die Reichweite betrug 150 bis 200 km. Im April 2023 liefen die ersten Volta Zero LKWs bei Steyr Automotive vom Band.

### Arrival

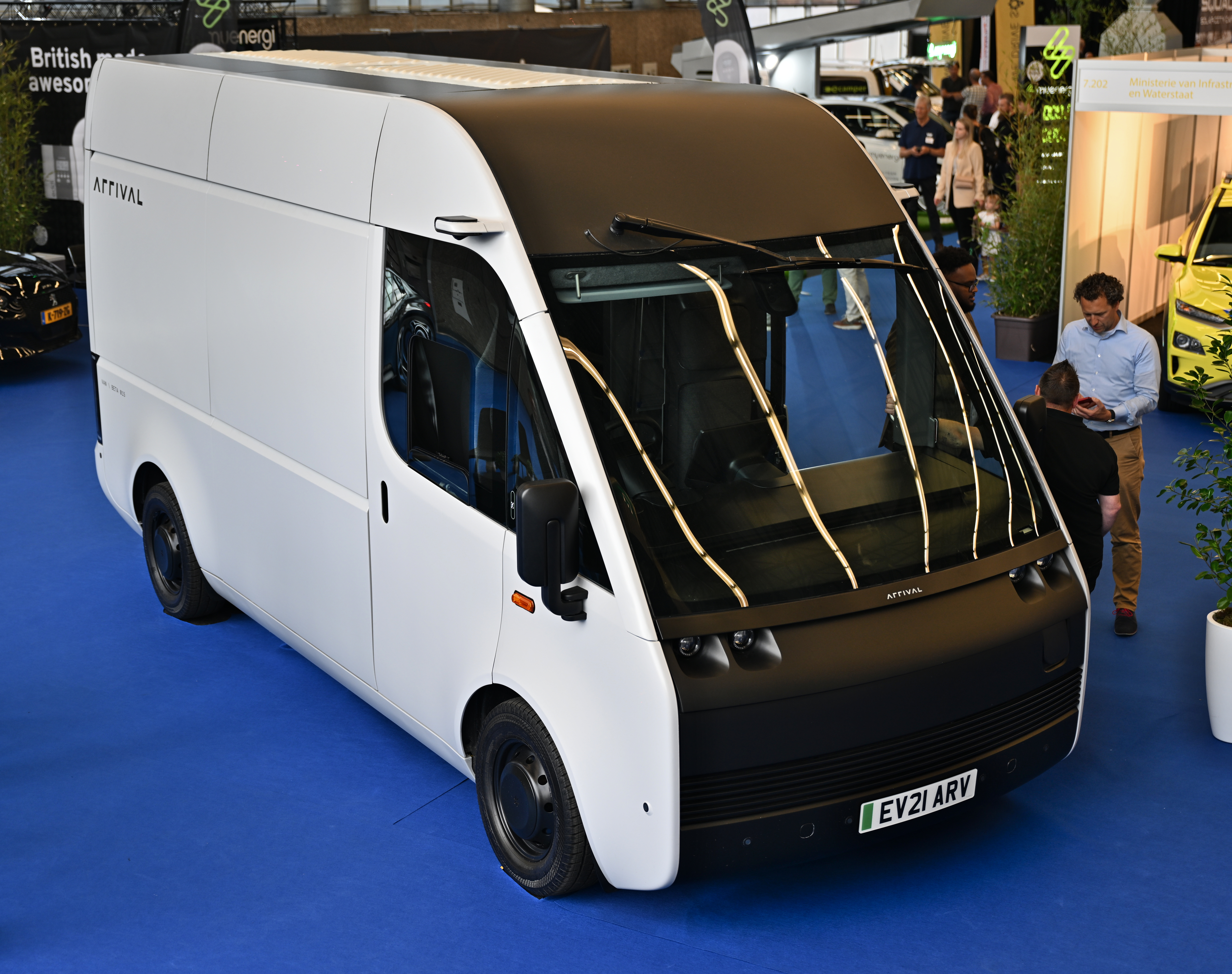
Arrival Van 2022

Arrival ist ein Hersteller von elektrischen Kleintransportern und leichten Lastkraftwagen. Gründer ist Denis Sverdlov, der auch Roborace gegründet hat. Die Hyundai Motor Group hat sich an dem Unternehmen beteiligt. Das Unternehmen hat den Einhorn-Status erreicht, was bedeutet, dass das Unternehmen über 1 Mrd. USD wert ist. Ebenso ist UPS an dem Unternehmen beteiligt. UPS erteilte dem Unternehmen einen Auftrag über 10.000 Kleinlastwagen im Wert von 340 Mio. £ (ca. 400 Mio. €).

## Ladestandards

### Combined Charging System 2
Das Combined Charging System (CCS2) ist ein Ladestandard in Europa, über welchen Elektrofahrzeuge an Ladestationen nach Spezifikation bis 500 kW (1000 V, 500 A) geladen werden können. Die Verbreitung ist in Europa sehr groß (Stand April 2025). Die maximale Ladeleistung von CCS2 liegt bei 800 kW, im Boost-Modus kurzfristig bei 1000 kW (siehe Maximale Ladeleistung von CCS2).

### Megawatt Charging System
Das Megawatt Charging System (MCS) ist ein Ladestandard in Europa über den Elektrofahrzeuge an Ladestationen mit einer Ladeleistung bis 3,75 MW (1250 V, 3000 A) geladen werden können. Die Verbreitung ist bislang (Stand April 2025) noch sehr gering.

## Reichweite
Die Reichweite von Elektrolastkraftwagen liegt zwischen 200 und 1200 km. Mit Stand Oktober 2024 fehlt bislang eine ausreichende Ladeinfrastruktur insbesondere für Langstreckenfahrten.

## Marktentwicklung

### Deutschland
|  |

Am 1. Januar 2025 waren in Deutschland 92.312 batterieelektrische Lkw, 260 Wasserstoff-Brennstoffzellen-Lkw und 591 Plug-in-Hybrid-Lkw zugelassen.
Der Anteil der batterieelektrischen Lkw an allen Lkw betrug 2,4 %.
Bei den Sattelzugmaschinen waren es 860 batterieelektrische Lkw, 9 Wasserstoff-Brennstoffzellen-Lkw und 23 Plug-in-Hybrid-Lkw.
Bestand batterieelektrischer Lastkraftwagen
| Datum                        | Elektro-Lastkraftwagen | Elektro-Lastkraftwagen | Elektro-Sattelzugmaschinen | Elektro-Sattelzugmaschinen |
| Datum                        | Bestand                | Anteil                 | Bestand                    | Anteil                     |
| ---------------------------- | ---------------------- | ---------------------- | -------------------------- | -------------------------- |
| 1. Januar 2009               | 872                    | < 0,1 %                |                            |                            |
| 1. Januar 2010               | 918                    | < 0,1 %                |                            |                            |
| 1. Januar 2011               | 1.136                  | < 0,1 %                |                            |                            |
| 1. Januar 2012               | 1.457                  | < 0,1 %                |                            |                            |
| 1. Januar 2013               | 2.389                  | < 0,1 %                |                            |                            |
| 1. Januar 2014               | 2.931                  | 0,1 %                  |                            |                            |
| 1. Januar 2015               | 3.571                  | 0,1 %                  |                            |                            |
| 1. Januar 2016               | 4.367                  | 0,2 %                  |                            |                            |
| 1. Januar 2017               | 6.595                  | 0,2 %                  |                            |                            |
| 1. Januar 2018               | 11.813                 | 0,4 %                  |                            |                            |
| 1. Januar 2019               | 17.598                 | 0,6 %                  |                            |                            |
| 1. Januar 2020               | 24.380                 | 0,7 %                  |                            |                            |
| 1. Januar 2021               | 32.210                 | 0,9 %                  |                            |                            |
| 1. Januar 2022               | 43.768                 | 1,2 %                  | 18                         | < 0,1 %                    |
| 1. Januar 2023               | 60.803                 | 1,7 %                  | 72                         | < 0,1 %                    |
| 1. Januar 2024               | 78.952                 | 2,1 %                  | 365                        | 0,2 %                      |
| 1. Januar 2025               | 92.312                 | 2,4 %                  | 860                        | 0,4 %                      |
| Quelle: Kraftfahrt-Bundesamt |                        |                        |                            |                            |

Neuzulassungen batterieelektrischer Lastkraftwagen
Im ersten Quartal 2025 wurden in Deutschland 4571 batterieelektrische Lkw, 17 Wasserstoff-Brennstoffzellen-Lkw und 225 Plug-in-Hybrid-Lkw neu zugelassen.
Der Anteil der batterieelektrischen Lkw an allen Lkw betrug 2,0 %.
Darunter waren 139 batterieelektrische Sattelzugmaschinen.
| Jahr                         | Elektro-Lastkraftwagen | Elektro-Lastkraftwagen | Elektro-Sattelzugmaschinen | Elektro-Sattelzugmaschinen |
| Jahr                         | Neuzulassungen         | Anteil                 | Neuzulassungen             | Anteil                     |
| ---------------------------- | ---------------------- | ---------------------- | -------------------------- | -------------------------- |
| 2021                         | 13.247                 | 4,5 %                  | 4                          | < 0,1 %                    |
| 2022                         | 18.322                 | 7,2 %                  | 52                         | 0,2 %                      |
| 2023                         | 21.790                 | 7,5 %                  | 299                        | 0,7 %                      |
| 2024                         | 17.007                 | 5,4 %                  | 521                        | 1,6 %                      |
| 2025 Q1                      | 4.571                  | 6,5 %                  | 139                        | 2,0 %                      |
| Quelle: Kraftfahrt-Bundesamt |                        |                        |                            |                            |

### Österreich
|  |

Ende 2024 waren in Österreich 24.172 Elektrolastkraftwagen zugelassen, davon 148 mit einem zulässigen Gesamtgewicht über 3,5 Tonnen, 114 mit einem zulässigen Gesamtgewicht über 12 Tonnen und weitere 52 Sattelzugfahrzeuge.

### Europa
Im Jahr 2024 wurden in der EU 1.586.688 Transporter neu zugelassen. 84,5 Prozent davon waren Dieselfahrzeuge, 6,1 batterieelektrische Transporter, 6,0 Prozent waren Benzinfahrzeuge und 2 Prozent Hybridfahrzeuge. In dem Zeitraum wurden in der EU 327.896 Lastkraftwagen neu zugelassen. 95,1 der Neuzulassungen waren mit Dieselantrieb, 2,3 Prozent mit batterieelektrischem Antrieb.

### Hersteller
Im Jahr 2023 hatte Volvo Trucks weltweit 145.395 Lastkraftwagen ausgeliefert und war damit Marktführer. Die Zahl der schweren Elektrolastkraftwagen betrug 1.977. Damit hat Volvo in Europa ein Marktanteil von 47,2 bei schweren Elektronutzfahrzeugen. Volvo Trucks lieferte Elektrolastkraftwagen in 45 Ländern aus.